# Trung tâm Giáo dục Thiên nhiên
Trung tâm Giáo dục Thiên nhiên hay Trung tâm Giáo dục Thiên nhiên Quốc gia Việt Nam (tiếng Anh: Education for Nature Vietnam, viết tắt là ENV) là một tổ chức bảo tồn thiên nhiên của Việt Nam, được thành lập vào năm 2000. Mục tiêu hoạt động của ENV là nhằm ngăn chặn sự tuyệt chủng của các loài động vật hoang dã bằng các nỗ lực chấm dứt tình trạng săn bắt và buôn bán động vật hoang dã trái phép tại Việt Nam.
Chiến lược hành động của ENV tập trung vào 3 lĩnh vực:
1. Giảm nhu cầu tiêu thụ động vật hoang dã và các sản phẩm là từ động vật hoang dã và khuyến khích cộng đồng cùng hành động để ngăn chặn tình trạng săn bắt và buôn bán động vật hoang dã trái phép.
2. Tăng cường thực thi pháp luật nhằm giảm thiểu các vi phạm liên quan đến động vật hoang dã và triệt phá các đường dây buôn bán động vật hoang dã trái phép.
3. Hoàn thiện các thể chế, chính sách liên quan đến bảo vệ động vật hoang dã.

## Lịch sử hình thành
Trung tâm Giáo dục Thiên nhiên (ENV) được thành lập trên cơ sở những thành công và kinh nghiệm của Chương trình nâng cao nhận thức bảo tồn tại Vườn quốc gia Cúc Phương (CAP). CAP được triển khai từ năm 1996 và là một hợp phần của dự án bảo tồn do Tổ chức Bảo tồn Động - Thực vật Quốc tế (FFI) thực hiện tại Cúc Phương. CAP do một đội ngũ nhân viên giàu kinh nghiệm thực hiện tại hơn 30 trường tiểu học và trung học cơ sở xung quanh Vườn quốc gia Cúc Phương. Nhân viên CAP cũng thường xuyên tổ chức các hoạt động nâng cao nhận thức cho người dân của 15 xã vùng đệm Cúc Phương. Sau 2 năm thực hiện, CAP đã chứng tỏ sự thành công và hiệu quả khi nhận được sự ủng hộ nhiệt tình của các trường tham gia chương trình và ghi nhận nhiều vi phạm liên quan đến săn bắt động vật hoang dã và chặt phá rừng được người dân thỗng báo cho nhân viên CAP.
Từ năm 1999, những thành công của CAP được chia sẻ rộng rãi với các vườn quốc gia và khu bảo tồn khác ở Việt Nam thông qua các chương trình tập huấn về kỹ năng xây dựng và phát triển thành công chương trình nâng cao nhận thức cộng đồng về bảo tồn.
Ý tưởng thành lập ENV được nhen nhóm sau thành công của chương trình tập huấn đầu tiên về giáo dục môi trường (cho các bộ Vườn quốc gia Pù Mát) vào năm 2000. Tuy nhiên, vì ENV là một trong những tổ chức xã hội dân sự đầu tiên được thành lập tại Việt Nam nên phải 2 năm sau ENV mới chính thức nhận được quyết định thành lập tổ chức.
Những năm đầu thành lập, ENV chỉ tập trung nâng cao nhận thức cho người dân về bảo tồn thiên nhiên. Từ đó, chiến lược hoạt động của ENV ngày được củng cố và phát triển. Đến nay, mục tiêu chính của ENV là nhằm ngăn chặn sự tuyệt chủng bằng các nỗ lực chấm dứt tình trạng săn bắt và buôn bán động vật hoang dã trái phép.

## Sứ mệnh và mục tiêu

### Giảm cầu tiêu thụ
ENV thường xuyên thực hiện các chiến dịch nâng cao nhận thức cho cộng đồng nhằm giảm thiểu nhu cầu tiêu thụ động vật hoang dã, đồng thời khuyến khích sự tham gia của người dân trong việc bảo vệ động vật hoang dã. ENV sử dụng nhiều phương pháp tiếp cận khác nhau như báo chí, phát thanh, truyền hình và tổ chức các sự kiện cho nhiều đối tượng khác nhau.

### Tăng cường thực thi pháp luật
Từ năm 2005, ENV thành lập đường dây nóng bảo vệ động vật hoang dã để khuyến khích người dân thông báo các vi phạm về động vật hoang dã cho ENV. Sau khi nhận được thông báo, ENV phối hợp với các cơ quan chức năng xử lý các vi phạm rồi thông báo kết quả cho người báo tin. Ngoài ra, ENV còn tổ chức các chiến dịch giảm thiểu vi phạm về động vật hoang dã tại các thành phố và các đô thị lớn trên cả nước.

### Hoàn thiện chính sách pháp luật
Từ năm 2008, ENV bắt đầu tích cực tham gia đóng góp cải tiến các văn bản pháp luật liên quan đến bảo vệ động vật hoang dã. ENV hợp tác với các bộ và các cá nhân, tổ chức có liên quan để từng bước cải tiến các văn bản pháp luật, các chính sách để các văn bản pháp luật ngày càng có tính thực thi và hiệu quả cao, giảm thiểu các lỗ hổng pháp lý, tránh sự mâu thuẫn và chồng chéo giữa các văn bản.

## Lĩnh vực hoạt động

### Đấu tranh tội phạm
Năm 2005, ENV thành lập Phòng Bảo vệ động vật hoang dã (gọi tắt là WCU - Wildlife Crime Unit) nhằm hỗ trợ các cơ quan chức năng trong nỗ lực đấu tranh với các vi phạm về động vật hoang dã, đồng thời khuyến khích công chúng cùng nỗ lực ngăn chặn tình trạng săn bắt và buôn bán động vật hoang dã trái phép.
WCU vận hành Đường dây nóng miễn phí bảo vệ động vật hoang dã 1800-1522 để tiếp nhận thông tin từ người dân về các vụ buôn bán, săn bắt, vận chuyển, tàng trữ động vật hoang dã trái phép.
Mục tiêu hoạt động của WCU bao gồm:
- Khuyến khích người dân thông báo các vi phạm về động vật hoang dã đến cơ quan chức năng địa phương hoặc đường dây nóng miễn phí 1800-1522[6] của ENV.
- Chuyển giao thông tin từ người dân đến các cơ quan chức năng và hỗ trợ cơ quan chức năng trong quá trình xử lý vi phạm,[7][8] đảm bảo phù hợp với quy định của pháp luật cũng như thông báo kết quả cho người dân để khuyến khích người dân tiếp tục ủng hộ các nỗ lực bảo vệ động vật hoang dã.
- Giám sát và đảm bảo việc tuân thủ pháp luật đối với vi phạm về tiêu thụ động vật hoang dã tại các đô thị lớn.[9]
- Phân tích, tổng hợp các thông tin hữu ích để cung cấp cho các cơ quan chức năng.[10][11][12]
- Hỗ trợ định dạng loài ban đầu và chuyển giao động vật hoang dã tịch thu đến các trung tâm cứu hộ.
- Hỗ trợ kết nối cơ quan chức năng ở Việt Nam với cơ quan chức năng của các quốc gia khác để đấu tranh với các tội phạm xuyên quốc gia.

### Truyền thông
Từ năm 2000, ENV đã thực hiện nhiều chiến dịch nâng cao nhận thức với mục tiêu giảm thiểu nhu cầu tiêu thụ các sản phẩm từ động vật hoang dã.
ENV sử dụng nhiều cách thức tiếp cận khác nhau thông qua các cơ quan báo chí, phát thanh, truyền hình, cũng như tổ chức các sự kiện với sự tham gia của những người nổi tiếng hay các chiến dịch trên Internet.
Các hoạt động chính bao gồm:
- Giảm thiểu nhu cầu tiêu thụ động vật hoang dã:

ENV phối hợp chặt chẽ với các cơ quan truyền thông và mạng lưới hơn 300 nhà báo, phóng viên nhằm tăng cường việc truyền tải thông điệp về bảo vệ động vật hoang dã tới người dân. Chương trình giáo dục môi trường lưu động của ENV đã được thực hiện tại nhiều vùng miền trên khắp cả nước nhằm truyền tải thông điệp bảo vệ động vật hoang dã đến nhiều nhóm đối tượng khác nhau, từ học sinh - sinh viên, người dân vùng đệm VQG/KBT đến các cán bộ cơ quan chức năng địa phương.
ENV thường xuyên tổ chức các buổi triển lãm tại các khu vực công cộng hay các buổi nói chuyện chuyên đề về bảo vệ động vật hoang dã cho sinh viên các trường đại học, khuyến khích sinh viên cùng tham gia bảo vệ động vật hoang dã.
ENV đã phối hợp chặt chẽ với hơn 300 tổ chức, doanh nghiệp, các cơ quan, chợ, bệnh viện và các hiệu thuốc Đông y với mục đích nâng cao ý thức cho nhân viên của các doanh nghiệp và người dân trong việc bảo vệ động vật hoang dã.
- Phim ngắn truyền thông:

Nghệ sĩ Quốc Khánh và Công Lý kêu gọi cộng đồng bảo vệ loài hổ trong phim ngắn truyền thông của ENV

Kể từ năm 2004, ENV liên tục phát hành các phim truyền thông bảo vệ động vật hoang dã. Các phim này có sự tham gia của nhiều nghệ sĩ nổi tiếng giúp truyền tải thông điệp tới đông đảo cộng đồng. Với sự hỗ trợ của các đài Truyền hình Trung ương và địa phương, các đối tác truyền thông như RailTV, Goldsun Focus Media, Chicilon Media, các phim của ENV thường được phát sóng trên 50 – 60 kênh truyền hình, trên tàu tốc hành Bắc Nam và nhiều trung tâm thương mại hay các tòa nhà văn phòng và khu dân cư.

### Chính sách & Pháp luật
Chương trình Chính sách và Pháp luật ENV ra đời năm 2007 nhằm góp phần cải tiến các văn bản pháp luật, các cơ chế, chính sách liên quan đến bảo vệ và bảo tồn động vật hoang dã. ENV hợp tác với nhiều cơ quan cấp cao của chính phủ để góp ý, hoàn thiện các văn bản quy phạm pháp luật về bảo vệ động vật hoang dã, cũng như đảm bảo hiệu quả thực thi các văn bản này nhằm góp phần bảo vệ tốt hơn các loài động vật hoang dã của Việt Nam và trên thế giới.
Các hoạt động chủ yếu của Chương trình Chính sách và Pháp luật:
- Cập nhật và theo dõi hoạt động xây dựng các văn bản quy phạm pháp luật và các chính sách có liên quan đến động vật hoang dã, kịp thời góp ý để hoàn thiện chính sách trên cơ sở kinh nghiệm từ thực tiễn phối hợp trực tiếp với các cơ quan chức năng địa phương.
- Xây dựng các hướng dẫn, hỗ trợ thực thi pháp luật về động vật hoang dã[21][22]
- Kịp thời phản ánh các vấn đề trong quá trình thực thi[23] các văn bản quy phạm pháp luật có liên quan và đề xuất hướng dẫn phù hợp để hỗ trợ quá trình thực thi.
- Tư vấn trực tiếp cho các cơ quan chức năng có liên quan trong việc áp dụng các văn bản quy phạm pháp luật về động vật hoang dã để nâng cao hiệu quả quản lý,[24][25] xử lý vi phạm về động vật hoang dã.[26][27]

Bản tin về nạn buôn bán động vật hoang dã

[https://thiennhien.org/uploads/ban-tin-ve-nan-buon-ban-dvhd/1/wcb-no1-2020-vn-16-march-2020.pdf Bản tin về nạn buôn bán động vật hoang dã Số 1/2020

Với những thông tin được cập nhật, biên soạn đầy đủ nhất: các vụ bắt giữ hoạt động phạm pháp về động vật hoang dã, thống kê tình hình tội phạm, bản án xét xử dành cho các đối tượng phạm pháp, các thành tựu nổi bật trong công tác bảo vệ động vật hoang dã,...
Bản tin về nạn buôn bán động vật hoang dã sẽ được Phòng Chính sách và Pháp luật phát hành định kỳ 2 số hằng năm.

## Chiến dịch bảo vệ loài

### Chiến dịch bảo vệ Gấu
Trong nhiều năm qua, ENV đã và đang nỗ lực hợp tác với người dân và cơ quan chức năng trên cả nước để đấu tranh với các vi phạm liên quan đến gấu. Hàng trăm cá thể gấu nuôi nhốt trái phép đã được tịch thu hoặc được tự nguyện chuyển giao cho các trung tâm cứu hộ. Nhiều biển quảng cáo mật gấu đã bị dỡ bỏ, nhiều bình rượu gấu và chân tay gấu đã được tịch thu. Ngoài ra, ENV cũng thường xuyên phối hợp với các cơ quan chức năng để kiểm tra, giám sát các cơ sở đăng ký nuôi nhốt gấu trên cả nước và xử lý các vi phạm được phát hiện tại các cơ sở này.
Từ năm 2002, ENV đã thực hiện nhiều chiến dịch lớn nhằm giảm thiểu nhu cầu sử dụng mật gấu trên cả nước. ENV có nhiều hoạt động tại các trường học, trung tâm thương mại, các công ty, cơ quan, công viên v.v. để nhằm nâng cao nhận thức cho người dân về tác hại của việc sử dụng mật gấu. Đặc biệt, ENV thường xuyên có các trường trình truyền thông trên TV, đài, báo để kêu gọi người dân không sử dụng mật gấu và thông báo các vi phạm liên quan tới gấu.
Qua chương trình, một số chủ nuôi nhốt gấu đã chủ động liên hệ đến đường dây nóng của ENV để tự nguyện chuyển giao gấu được nuôi nhốt. Từ đầu năm 2019 đến tháng 4 năm 2020, đã có 27 cá thể gấu được người dân tự nguyện chuyển giao cho Nhà nước. Tính đến nay, 35 tỉnh thành đã chấm dứt hoàn toàn tình trạng nuôi nhốt gấu.

### Chiến dịch bảo vệ Hổ
Trong nhiều năm qua, ENV đã và đang nỗ lực hợp tác với người dân và cơ quan chức năng trên cả nước để triệt phá các đường dây buôn lậu hổ cũng như xử lý các vi phạm liên quan đến hổ tại Việt Nam. Ngoài ra, ENV cũng thường xuyên phối hợp với các cơ quan chức năng kiểm tra các cơ sở gây nuôi hổ để nhằm giảm thiểu tình trạng nhập lậu và buôn bán hổ tại các cơ sở này. Bên cạnh đó, ENV trực tiếp làm việc với các tòa án, viện kiểm sát để thúc đẩy quá trình xét xử, xử phạt những tội phạm buôn bán hổ trái phép.
ENV thường xuyên thực hiện các chương trình nâng cao nhận thức trên các phương tiện thông tin đại chúng như truyền hình, phát thanh, báo chí và các phương tiện truyền thông khác nhằm giảm thiểu nhu cầu tiêu thụ hổ và các sản phẩm từ hổ. ENV đã sản xuất nhiều phim ngắn truyền thông kêu gọi cộng đồng KHÔNG tiêu thụ cao hổ và báo cáo các vi phạm liên quan tới hổ tới các cơ quan chức năng hoặc đường dây nóng miễn phí bảo vệ động vật hoang dã 18001522. Các phim của ENV được phát sóng trên 50 kênh truyền hình trên cả nước.

### Chiến dịch bảo vệ Tê giác
Trong nhiều năm qua, ENV đã và đang nỗ lực hợp tác với người dân và cơ quan chức năng trên cả nước để phát hiện và xử lý các vi phạm liên quan đến tê giác tại Việt Nam. Bên cạnh đó, ENV trực tiếp làm việc với các tòa án, viện kiểm sát để thúc đẩy quá trình xét xử, xử phạt những tội phạm buôn bán sừng tê giác trái phép.
Phối hợp chặt chẽ với các cơ quan thực thi pháp luật, nhiều đối tượng trong đường dây buôn bán trái phép sừng tê giác từ châu Phi về Việt Nam đã phải nhận những bản án thích đáng vì hành vi của mình. Nhiều bài viết quảng cáo, rao bán sừng tê giác đã bị gỡ bỏ.
ENV thường xuyên thực hiện các chương trình nâng cao nhận thức trên các phương tiện thông tin đại chúng như truyền hình, phát thanh, báo chí và các phương tiện truyền thông khác nhằm giảm thiểu nhu cầu tiêu thụ sừng tê giác. ENV đã sản xuất nhiều phim ngắn truyền thông kêu gọi cộng đồng không tiêu thụ sừng tê giác và báo cáo các vi phạm liên quan tới hổ tới các cơ quan chức năng hoặc đường dây nóng miễn phí bảo vệ động vật hoang dã 18001522. Các phim ngắn của ENV có sự tham gia của nhiều nghệ sỹ, nhân vật nổi tiếng được phát sóng trên 50 - 60 kênh truyền hình trên cả nước.
Hướng tới những đối tượng có khả năng tiêu thụ sừng tê giác, các hoạt động truyền thông cũng được triển khai tới khách hàng trong hệ thống các showroom ô tô của các hãng BMW, Mercedes - Benz, hay các sân golf, trung tâm thể dục thẩm mỹ và các chung cư, khu nghỉ dưỡng cao cấp.

### Chiến dịch bảo vệ Tê tê
ENV đã phối hợp chặt chẽ với các cơ quan chức năng nhằm tăng cường thực thi pháp luật và khuyến khích sự tham gia của cộng đồng trong việc ngăn chặn các vi phạm đối với tê tê.
Năm 2013, ENV thực hiện chiến dịch khảo sát tập trung và tăng cường thực thi pháp luật để giảm thiểu các vi phạm liên quan đến động vật hoang dã và các sản phẩm từ chúng trong đó có tê tê. Chiến dịch này được tiến hành tại các nhà hàng, hiệu thuốc y học cổ truyền, quán rượu và một số cơ sở kinh doanh khác tại Thành phố Hồ Chí Minh và Hà Nội. Kết quả cho thấy số lượng vi phạm đã giảm 42% tại các quận trọng điểm ở hai thành phố lớn, trong đó có quận ghi nhận mức giảm thiểu lên đến 77%.
Từ năm 2014, ENV đã nỗ lực để đảm bảo các cơ quan chức năng tiếp nhận và xử lý các vi phạm liên quan đến tê tê theo đúng các quy định của pháp luật, sau khi cả hai loài tê của Việt Nam được đưa vào Danh mục loài nguy cấp, quý, hiếm được ưu tiên bảo vệ - nhóm loài động vật hoang dã được bảo vệ cao nhất theo pháp luật Việt Nam. ENV đã giúp chấm dứt tình trạng bán đấu giá tê tê và bảo đảm mọi hành vi buôn bán, vận chuyển tê tê trái phép sẽ bị khởi tố theo đúng quy định mới. ENV cũng trực tiếp làm việc với các tòa án, viện kiểm sát để thúc đẩy quá trình xét xử, xử phạt những tội phạm buôn bán tê tê trái phép, đặc biệt kể từ khi Bộ luật hình sự mới có hiệu lực năm 2018.
Bên cạnh triển lãm bảo vệ tê tê được tổ chức ở các địa điểm cộng cộng, ENV thường xuyên thực hiện các chương trình nâng cao nhận thức trên các phương tiện thông tin đại chúng như truyền hình, phát thanh, báo chí và các phương tiện truyền thông khác nhằm giảm thiểu nhu cầu tiêu thụ tê tể và các sản phẩm từ tê tê. ENV đã sản xuất một số phim ngắn truyền thông về bảo vệ tê tê.

## Chiến dịch "Đừng để tái diễn" trước đại dịch Covid-19
Covid-19 là một đại dịch được cho là bắt nguồn từ động vật hoang dã. Theo Tổ chức y tế Thế giới, khoảng 70% các bệnh truyền nhiễm nguy hiểm ở người trong 30 năm qua như HIV/AIDS, cúm gia cầm, dịch tả heo châu Phi, SARS, MERS, Ebola đều có nguồn gốc từ động vật.
Đối diện với cuộc khủng hoảng toàn cầu này, vào tháng 7 năm 2020 ENV triển khai chiến dịch "Đừng để tái diễn!" nhằm kêu gọi các cơ quan quản lý Nhà nước và người dân Việt Nam thực hiện những biện pháp quyết liệt để loại bỏ tình trạng buôn bán động vật hoang dã bất hợp pháp và giảm nhu cầu tiêu thụ động vật hoang dã.
Nằm trong chiến dịch, phim truyền thông "Covid-19" với chủ đề không tiêu thụ động vật hoang dã để bảo vệ bản thân và cộng đồng được ra mắt và phát sóng trên 60 kênh truyền hình trung ương và địa phương. Bên cạnh đó, thông điệp đã được phát sóng trên hàng nghìn màn hình LED tại thang máy tòa nhà, khu văn phòng, sân bay và trên xe buýt công cộng trong 3 tháng qua, với tần suất cao nhất tới hơn 17 triệu lượt phát sóng mỗi ngày.
ENV cũng ra mắt phim vlog "Đừng để tái diễn" với mục đích là lời chia sẻ của người dân về những lo toan cuộc sống trong thời gian đại dịch cũng như những chia sẻ của họ về cách ngăn chặn các đại dịch tương tự trong tương lai. Xuyên suốt chiến dịch, các thông điệp về đại dịch của ENV sẽ được truyền tải rộng rãi qua các mạng xã hội nhằm khuyến khích cộng đồng cùng hành động để chấm dứt tình trạng buôn bán động vật hoang dã và không để các đại dịch tương tự tái diễn trong tương lai. Thông điệp của chiến dịch cũng sẽ được lồng ghép trong các hoạt động triển lãm tại cộng đồng do các Câu lạc bộ tình nguyện viên tại các thành phố lớn của ENV tổ chức.

## Chiến dịch "Động vật hoang dã không phải là thuốc"

Mẫu tuyên truyền "Động vật hoang dã không phải là thuốc" được gửi đến các cơ sở kinh doanh y dược cổ truyền cả nước

Mẫu tuyên truyền "Động vật hoang dã không phải là thuốc" được gửi đến các Cơ sở kinh doanh y dược cổ truyền cả nước

Trong những năm vừa qua, tình trạng săn bắt, buôn bán, tiêu thụ các loài động vật hoang dã nguy cấp, quý, hiếm vẫn diễn biến phức tạp mà một trong những nguyên nhân chính bắt nguồn từ niềm tin, thói quen sử dụng các loại thuốc, dược liệu từ động vật hoang dã để chữa bệnh hoặc nâng cao sức khỏe . Cao hổ, sừng tê giác, mật gấu và mai rùa đã được sử dụng trong y dược cổ truyền từ nhiều thế kỷ ở Việt Nam, Trung Quốc và một số quốc gia Châu Á khác. Việc sử dụng ĐVHD là không cần thiết khi mà những phương thuốc hiện đại trên cơ sở nghiên cứu khoa học và nhiều loại thảo dược có hiệu quả cao luôn sẵn có trên thị trường như hiện nay .
Trong năm 2022, ENV đã chia sẻ thông tin tuyên truyền đến gần 2.000 cơ sở kinh doanh y dược cổ truyền tại 9 thành phố lớn trên cả nước, kêu gọi các cơ sở này tham gia Mạng lưới Cơ sở kinh doanh/thầy thuốc y dược cổ truyền thân thiện với động vật hoang dã  cũng như cam kết không buôn bán trái phép thuốc, dược liệu có nguồn gốc từ động vật hoang dã nguy cấp, quý, hiếm. Trong 6 tháng đầu năm 2023, ENV đã tiếp tục gửi thông tin truyền thông  tới các cơ sở trên 12 tỉnh cả nước: Nghệ An, Khánh Hòa, Quảng Bình, Lâm Đồng, Hà Tĩnh, Quảng Nam, Thừa Thiên - Huế, Hà Nội, Cần Thơ, Đà Nẵng, Hải Phòng, Thành phố Hồ Chí Minh, và một số địa phương khác.
Tháng 06/2022, phim truyền thông "Nói không với sử dụng thuốc từ động vật hoang dã" của ENV đã được ra mắt trên các nền tảng mạng xã hội như YouTube, FaceBook và TikTok.
Tháng 11/2022, Giải chạy vì động vật hoang dã  "Động vật hoang dã không phải là thuốc" được ENV phối hợp cùng Hanoi Half Marathon, Sporting Republic tổ chức. Giải chạy năm nay thu hút 358 cá nhân từ 25 quốc gia tham gia với nhiều nhóm chạy từ các câu lạc bộ, doanh nghiệp, cơ quan chính phủ, tổ chức phi chính phủ như nhóm chạy của Bộ Nông nghiệp và Phát triển nông thôn, nhóm chạy của Tổ chức Quốc tế về Bảo tồn thiên nhiên (WWF), Dự án USAID Saving Threatened Wildlife, Tổ chức bảo tồn động, thực vật hoang dã nguy cấp quốc tế (FFI), Tổ chức TRAFFIC .

## Chiến dịch chấm dứt tình trạng mua bán các sản phẩm ngà voi tại Đắk Lắk
Hiện nay mỗi ngày, hàng trăm cá thể voi Châu Phi bị giết hại để đáp ứng nhu cầu tiêu thụ ở một số nước, trong đó có Trung Quốc và Việt Nam. Đắk Lắk được biết đến là một điểm nóng về buôn bán ngà voi trên cả nước. Trước tình trạng đó, trong năm 2022 ENV đã triển khai chiến dịch nhằm chấm dứt tình trạng mua bán các sản phẩm ngà voi trên địa bàn tỉnh Đắk Lắk.
Chiến dịch được triển khai với nhiều hoạt động trên địa bàn tỉnh, từ các cơ quan công sở hay các địa điểm tham quan du lịch.
- Đặt các bảng thông tin tuyên truyền tại 13 cơ quan công sở và 14 địa điểm du lịch trên địa bàn tỉnh.
- Chủ các cơ sở kinh doanh hoạt động lưu trú, lữ hành hay các cửa hàng kinh doanh ký cam kết không buôn bán các sản phẩm từ động vật hoang dã.
- Phối hợp với Sở Thông tin và Truyền thông tỉnh Đắk Lắk, chia sẻ thông điệp bảo vệ voi tới hơn hơn 2 triệu người dùng thuê bao di động hay tạo chức năng thông báo vi phạm về động vật hoang dã trên ứng dụng "Đắk Lắk Trực Tuyến".
- Ra mắt phim truyền thông "Bữa tiệc sang chảnh"  lên án quan điểm lệch lạc cho rằng ngà voi là biểu tượng của sự sang trọng và may mắn, nâng cao nhận thức và giảm thiểu nhu cầu tiêu thụ ngà voi làm đồ trang sức tại Việt Nam. Phim được phát sóng rộng rãi trên các đài truyền hình trung ương và địa phương.
- Tổ chức nhiều buổi triển lãm cộng đồng.

## Đường dây nóng 1800-1522
Đường dây nóng 1800-1522 là số máy đường dây nóng bảo vệ động vật hoang dã được ENV thiết lập và đi vào hoạt động từ năm 2005 đến nay,số máy được thiết lập nhằm mục đích khuyến khích người dân gọi điện phản ánh về các hành vi gây hại động vật hoang dã đồng thời cũng giúp cơ quan chức năng phát hiện và ngăn chặn các hành vi giết hại động vật hoang dã.Đây là một trong những công cụ hỗ trợ các hoạt động của tổ chức ENV.
Sau khi tiếp nhận các vi phạm từ người dân, ENV sẽ chuyển thông tin tới các cơ quan chức năng và theo sát các vụ việc nhằm đảm bảo các cơ quan chức năng kiểm tra và xử lý dứt điểm. Kết quả của vụ việc cũng sẽ được phản hồi cho người báo tin. Quy trình này nhằm nâng cao tính hiệu quả và minh bạch của công tác thực thi pháp luật bảo vệ ĐVHD đồng thời khuyến khích người dân có phản ánh kịp thời và hành động nhanh chóng khi phát hiện các vi phạm về động vật hoang dã.
Mỗi ngày hotline 1800-1522 của ENV tiếp nhận từ 8 tới 10 báo cáo vi phạm về động vật hoang dã, từ đó hỗ trợ các cơ quan chức năng tịch thu hàng trăm cá thể động vật hoang dã, đóng cửa nhiều nhà hàng và khu chợ buôn bán ĐVHD, xóa bỏ nhiều biển quảng cáo và xử phạt những đối tượng vi phạm. Ngoài ra, rất nhiều người dân cũng đã tự nguyện chấm dứt hành vi vi phạm của mình sau khi nhận được khuyến cáo từ ENV.
Nếu bạn thấy động vật hoang dã bị quảng cáo, vận chuyển, buôn bán, tàng trữ trái phép hãy thông báo tới ENV bằng một trong các cách sau:
1. Gọi tới đường dây nóng miễn phí 1800-1522[58] (Từ thứ 2 tới thứ 6 trong khung giờ từ 8h đến 17h30)
2. Gửi email tới địa chỉ hotline.env@gmail.com
3. Thông báo qua Fanpage ENV Hành động vì động vật hoang dã

## Thư viện và ấn phẩm từ ENV
| Tên ấn phẩm                               | Thời gian phát hành định kỳ | Nội dung chính |
| ----------------------------------------- | --------------------------- | --- |
| Bản tin về nạn buôn bán Động vật hoang dã | Cập nhật thường xuyên       | Với những thông tin được cập nhật, biên soạn đầy đủ nhất: các vụ bắt giữ hoạt động phạm pháp về động vật hoang dã, thống kê tình hình tội phạm, bản án xét xử dành cho các đối tượng phạm pháp, các thành tựu nổi bật trong công tác bảo vệ động vật hoang dã,...                                                 |
| Phim truyền thông                         | 4 phim/ năm                 | Kể từ năm 2004, ENV liên tục phát hành các phim ngắn truyền thông bảo vệ động vật hoang dã. Các phim ngắn có sự tham gia của nhiều nghệ sỹ nổi tiếng giúp truyền tải thông điệp tới đông đảo cộng đồng. |
| Phim tư liệu                              | Cập nhật thường xuyên       | Những phóng sự, phim ngắn do chính ENV thực hiện nhằm cung cấp những thông tin bổ ích, những góc nhìn, nhận định, đánh giá từ các chuyên gia về vấn đề liên quan tới Động vật Hoang dã tại Việt Nam. Ngoài ra, những hoạt động, tin tức về thiên nhiên, bảo tồn cũng được ENV xây dựng, truyền tải tới mọi người. |
| Hệ thống văn bản Luật                     | Cập nhật thường xuyên       | Hệ thống văn bản pháp luật Quốc tế và Việt Nam liên quan tới hoạt động bảo tồn động vật hoang dã. |
| Báo cáo nghiên cứu, phân tích             | Cập nhật thường xuyên       | Với những số liệu được cập nhật liên tục, các báo cáo nghiên cứu, phân tích được ENV xây dựng nhằm đưa ra những đánh giá về tình trạng liên quan tới hoạt động bảo tồn động vật hoang dã. |
| Tài liệu giáo dục                         | Cập nhật thường xuyên       | Các tài liệu giáo dục như: Trò chơi và nhãn dính, Tờ thông tin, Tranh áp phích, Sổ tay về các khu bảo tồn. |
| Ấn phẩm Rừng Xanh                         | Dừng phát hành              | Rừng Xanh là ấn phẩm dành cho các bạn học sinh và được phát miễn phí thông qua Mạng lưới Giáo dục môi trường của ENV. Mỗi số sẽ tập trung vào ba chủ đề chính liên quan đến thiên nhiên, môi trường và có sự đóng góp của các bạn học sinh trên khắp cả nước.                                                     |